# Ragnar Jeansson
Ragnar Ludvig Jeansson, född 15 juli 1873 i Kalmar, död där 3 september 1942, var en svensk industriman. Han var bror till Johan Jeansson och far till Gösta Jeansson.
Ragnar Jeansson var elev vid Kalmar högre allmänna läroverk och därefter vid realgymnasiet i Malchin. Från 1890 praktiserade han vid faderns grosshandlarfirma och därefter vid olika firmor i Hamburg 1891–1892 och genomgick därefter handelsutbildning i Storbritannien 1892–1894 och i Frankrike 1895. Jeansson var 1895–1897 prokurist i grosshandelsfirman Johan Jeansson. Sedan fadern avlidit grundade han först 1897 en egen grosshandelsfirma med namnet Ragnar L Jeansson men slog redan i början av 1898 samman faderns rörelse med denna. 
Ragnar Jeansson var även 1898–1905 innehavare av Hafregrynskvarnen Svea i Kalmar, VD i Nygärde tegelbruksaktiebolag 1900–1906, VD för Cocos & Margarinaktiebolaget Svea 1905–1913, VD för Nya Margarin AB Svea 1913–1936 och ledamot av styrelsen för Svenska oljeslagarnas förbund 1920–1942, ledamot av styrelsen för Margarinfabrikernas försäljningsaktiebolag och chef för dess avdelningskontor i Kalmar 1926–1942, ledamot av styrelsen för AB Storängens produkter 1936–1942, VD för Margarin AB Svea 1936–1942 och innehavare av Kalmar marzipanfabrik 1938–1942. Han är begravd på Södra kyrkogården i Kalmar.